# 锡亚高岛
锡亚高岛（Siargao Island），又译夏尔高岛，菲律宾南部一岛屿，位于棉兰老岛东北的菲律宾海中，面积438平方公里，人口2万余，属北苏里高省。
锡亚高岛拥有漫长的沙滩和珊瑚礁，是世界闻名的冲浪胜地。